# 33912 Melissanoland
2000 LV13 (asteroide 33912) é um asteroide da cintura principal. Possui uma excentricidade de 0.17677890 e uma inclinação de 6.74928º.
Este asteroide foi descoberto no dia 6 de junho de 2000 por LINEAR em Socorro.